# 오이촌 (야마나시현)
오이촌(大井村)은 야마나시현 나카코마군에 설치되었던 촌이다. 현재의 미나미알프스시에 해당한다.

## 역사
- 1874년 10월 - 고마군 4개 촌이 합병해 오이촌이 성립하였다.
- 1878년 7월 22일 - 군구정촌편직법에 의해, 오이촌은 나카코마군에 소속되었다.
- 1889년 7월 1일 - 정촌제 시행에 의해 오이촌이 단독으로 지자체를 형성하였다.
- 1955년 4월 1일 - 오치아이촌, 고메이촌, 난고촌과 합병해 고사이정이 성립하여, 동일 오이촌은 폐지되었다.

## 교통

### 철도
- 야마나시 교통
  - 전차선

### 도로
- 국도 제52호선

## 참고문헌
- 角川日本地名大辞典 19 山梨県